# NGC 7475
NGC 7475 ist ein interagierendes Galaxienpaar im Sternbild Pegasus. Sie ist schätzungsweise 508 Millionen Lichtjahre von der Milchstraße entfernt.
Das Objekt wurde am 9. September 1864 von Albert Marth entdeckt.